# Monroe E. Wall

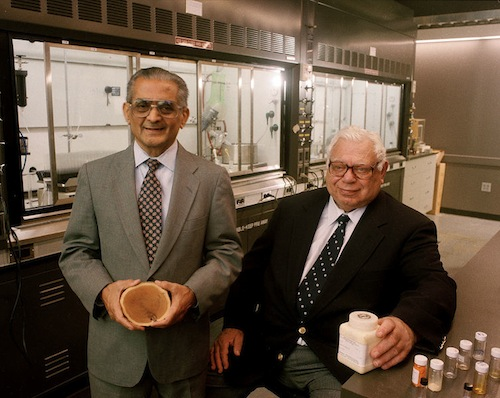
Monroe E. Wall (rechts) und Mansukh C. Wani

Monroe Eliot Wall (* 1916 in Newark, New Jersey; † 6. Juli 2002 in Chapel Hill, North Carolina) war ein US-amerikanischer Chemiker, der mit Mansukh C. Wani die Chemotherapeutika gegen Krebs Paclitaxel und Camptothecin entdeckte.
Monroe Wall studierte an der Rutgers University, an der er auch promoviert wurde. Von 1941 bis 1960 arbeitete er für das US-Landwirtschaftsministerium und danach bis zu seiner Pensionierung beim Research Triangle Institute (RTI), wo er die Abteilung Chemie leitete.
Er untersuchte mit Wani zahlreiche Pflanzen- und Tierextrakte auf die Wirksamkeit als Chemotherapeutika gegen Krebs. 1966 veröffentlichten sie ihre Ergebnisse über Camptothecin, das sie aus einem chinesischen Baum gewannen, und 1971 über Paclitaxel (Taxol) aus der Eibe. Beide entwickelten sich zu bedeutenden Chemotherapeutika gegen Krebs, Taxol zum Beispiel gegen Eierstockkrebs, Brustkrebs, Kaposi-Sarkom und Camptothecin bei Darmkrebs. Bei Taxol weigerte sich das National Cancer Institute zunächst die Forschung zu finanzieren, da dazu zahlreiche Eiben gefällt werden müssten, und revidierte seine Ansicht erst nachdem Susan Horvitz Ende der 1970er Jahre den Wirkmechanismus klärte.
In den 1970er Jahren war er ein Pionier im Einsatz von Massenspektrometrie und NMR-Spektroskopie zur Bestimmung der Struktur von Metaboliten von Medikamenten.
2000 erhielt er mit Mansukh C. Wani den Kettering-Preis. 1987 wurde er Ehrendoktor der Universität Uppsala. 1998 erhielt er den Alfred Burger Award der American Chemical Society.